# Hyalurga mysis
Hyalurga mysis là một loài bướm đêm thuộc phân họ Arctiinae, họ Erebidae.